# Bay Minette, Alabama
Bay Minette är en stad (city) i Baldwin County, i delstaten Alabama, USA. Enligt United States Census Bureau har staden en folkmängd på 8 216 invånare (2011) och en landarea på 22,2 km². Bay Minette är huvudort (county seat) i Baldwin County.